# Sangerville
Sangerville és una població dels Estats Units a l'estat de Maine (EUA). Segons el cens del 2000 tenia 1.270 habitants.

## Demografia
Segons el cens del 2000, Sangerville tenia 1.270 habitants, 554 habitatges, i 361 famílies. La densitat de població era de 12,7 habitants/km².
Dels 554 habitatges en un 26,4% hi vivien nens de menys de 18 anys, en un 53,1% hi vivien parelles casades, en un 8,5% dones solteres, i en un 34,8% no eren unitats familiars. En el 29,2% dels habitatges hi vivien persones soles el 14,3% de les quals corresponia a persones de 65 anys o més que vivien soles. El nombre mitjà de persones vivint en cada habitatge era de 2,29 i el nombre mitjà de persones que vivien en cada família era de 2,8.
Per edats la població es repartia de la següent manera: un 22% tenia menys de 18 anys, un 5,4% entre 18 i 24, un 26,6% entre 25 i 44, un 28,8% de 45 a 60 i un 17,2% 65 anys o més.
L'edat mediana era de 42 anys. Per cada 100 dones de 18 o més anys hi havia 99 homes.
La renda mediana per habitatge era de 28.036 $ i la renda mediana per família de 35.809 $. Els homes tenien una renda mediana de 26.518 $ mentre que les dones 19.353 $. La renda per capita de la població era de 13.984 $. Entorn del 8,7% de les famílies i l'11,5% de la població estaven per davall del llindar de pobresa.